# Lýsuskarð
Lýsuskarð è un sistema vulcanico situato nella regione del Vesturland, nella parte occidentale dell'Islanda.

## Descrizione
Il sistema vulcanico Lýsuskarð è situato nella parte centrale della penisola di Snæfellsnes. Ha una lunghezza di 30 km e una larghezza che arriva fino a 5 km.
Si estende dal Tröllatindar fino al monte Búlandshöfði, a est del villaggio di pescatori Ólafsvík. Il sistema formava le vette più alte della zona; a sud è orientato da est a ovest; ha un ramo settentrionale orientato da sud-est a nord-ovest sulla catena del Helgrindur la cui vetta più alta è il Kaldnasi alto 988 m; termina a Búlandshöfði.

## Vulcanismo
Il sistema ha un vulcano centrale che è stato particolarmente attivo tra 2 milioni di anni fa e 1 milione di anni fa, ma ha avuto anche due eruzioni negli ultimi 10.000 anni. Le eruzioni hanno prodotto principalmente lave basaltiche, che hanno dato luogo alla formazione delle cascate di lava sul lato sud della penisola di Snæfellsnes, come ad esempio Staðarsveit.